# 圣布雷松
圣布雷松（法語：Saint-Bresson，法語發音：[sɛ̃ bʁɛsɔ̃]）是法国上索恩省的一个市镇，属于吕尔区。

## 地理
圣布雷松（47°52'13"N, 6°30'23"E）面积26.6 平方千米，位于法国勃艮第-弗朗什-孔泰大區上索恩省，该省份为法国东部内陆省份，北起顺时针与孚日省、贝尔福地区省、杜省、汝拉省、科多尔省和上马恩省接壤。
与圣布雷松接壤的市镇（或旧市镇、城区）包括：勒瓦勒达若勒、阿马日、阿蒙和埃夫勒内、拉隆日讷、拉东和沙庞迪、富日罗勒-圣瓦尔贝。

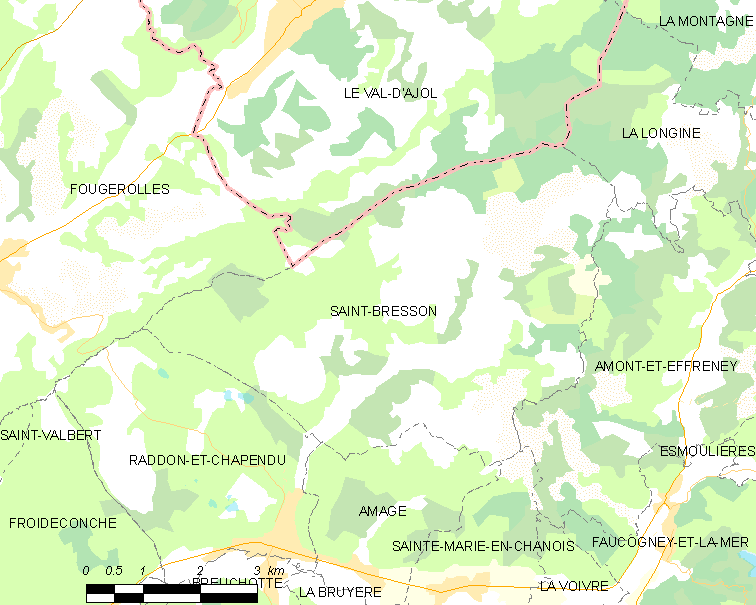
圣布雷松的OSM定位图

圣布雷松的时区为UTC+01:00、UTC+02:00（夏令时）。

## 行政
圣布雷松的邮政编码为70280，INSEE市镇编码为70460。

## 政治
圣布雷松所属的省级选区为梅利塞县。

## 人口

1962-2008年间圣布雷松人口变化图示

圣布雷松于2022年1月1日时的人口数量为420人。